# Batalha de Marchfeld
A Batalha de Marchfeld (alemão: Schlacht auf dem Marchfeld; tcheco: Bitva na Moravském poli; húngaro: Második morvamezei csata / dürnkruti csata) em Dürnkrut e Jedenspeigen ocorreu em 26 de agosto de 1278 e foi um evento decisivo para a história da Europa Central nos séculos seguintes. Os oponentes eram um exército boêmio (tcheco) liderado pelo rei premíslida Otacar II da Boêmia e o exército germânico exército sob o comando do rei Rodolfo I em aliança com o rei Ladislau IV da Hungria. Com 15 300 soldados montados, foi uma das maiores batalhas de cavalaria da Europa Central durante a Idade Média. A cavalaria húngara desempenhou um papel significativo no resultado da batalha.
O rei Otacar II expandiu consideravelmente seus territórios de 1250 a 1273, mas sofreu uma derrota devastadora em novembro de 1276, quando o recém-eleito rei alemão Rodolfo I de Habsburgo impôs a proibição imperial a Otacar, declarando-o fora da lei e assumiu as propriedades de Otacar em Áustria, Caríntia, Carníola e Estíria. Otacar foi reduzido a suas posses na Boêmia e na Morávia, mas estava determinado a recuperar seus domínios, poder e influência. Em 1278 ele invadiu a Áustria, onde parte da população local, especialmente em Viena, ressentiu-se do domínio dos Habsburgos. Rodolfo aliou-se ao rei Ladislau IV da Hungria e reuniu forças para um confronto decisivo.
Otacar abandonou seu cerco de Laa an der Thaya e avançou para encontrar os aliados perto de Dürnkrut, ao norte de Viena. Ambos os exércitos eram compostos exclusivamente de cavalaria e estavam divididos em três divisões que atacavam o inimigo aos poucos. Na primeira fase da batalha, os arqueiros a cavalo cumanos do exército húngaro flanquearam e distraíram o flanco esquerdo boêmio lançando flechas enquanto a cavalaria leve húngara colidia com os boêmios, expulsando-os do campo. Na segunda fase, uma grande colisão de cavaleiros e cavalaria pesada ocorreu no centro, com as forças de Rodolfo sendo rechaçadas. A terceira divisão de Rodolfo, liderada pessoalmente pelo rei, atacou e deteve o ataque de Otacar. Rodolfo caiu do cavalo na confusão e quase morreu. Em um momento decisivo, uma força de cavalaria alemã de 200 cavaleiros, comandada por Ulrico von Kapellen, emboscou e atacou o flanco direito boêmio pela retaguarda. Atacado de duas direções ao mesmo tempo, o exército de Otacar se desintegrou em uma derrota e o próprio Otacar foi morto na confusão e matança. Os cumanos perseguiram e mataram os boêmios em fuga impunemente.
A batalha marcou o início da ascendência da Casa de Habsburgo na Áustria e na Europa Central. A influência dos reis premíslidas da Boêmia foi diminuída e restrita à sua herança na Boêmia e na Morávia.